# Maritza
Pour l’article ayant un titre homophone, voir Maritsa (homonymie).
Maritza est un prénom féminin basque.

## Personnalités portant ce prénom
- Pour l'ensemble des articles sur les personnes portant ce prénom, consulter :
  - la liste des articles dont le titre commence par ce prénom
  - les listes produites par Wikidata : Liste des personnes de prénom « Maritza » — même liste en incluant les éventuels prénoms composés qui contiennent « Maritza ».